# 非常尊敬的
非常尊敬的（英語：The Right Honourable，缩写为The Rt Hon.或Rt Hon.）是英国、前大英帝国和英联邦国家中某些个人和团体的传统尊称。现在这个词主要用来指在英国、加拿大和紐西兰担任某些高级公职的人。“The Right Honourable”中的“Right”是副词，意思是“彻底”或“非常”。

## 英国
在许多情况下，称呼通常缩写为“The”，例如（非常尊敬的缅甸蒙巴顿伯爵）。但枢密院顾问则绝不缩写。以下人士有权以个人身分使用该称呼：
- 爵位伯爵以下之貴族，[2][3]即伯爵（Earls）、[4]子爵（Viscounts）[5]以及男爵（Barons）。[6]公爵（Dukes）被称为“The Most Noble”或“His Grace”， 侯爵（Marquesses）被称为“The Most Honourable”。礼节上，贵族的妻子与丈夫的称呼保持一致。
- 英国枢密院的成员，包括现任及前任英国内阁成员，以及一些其他高级部长。[7][8]
- 北爱尔兰枢密院成员（英语：List of members of the Privy Council of Northern Ireland）。

## 加拿大
在加拿大只有以下三位法定有權使用The Right Honourable（法語：Le/La très honorable）的前綴：加拿大首席大法官、加拿大總理、加拿大總督。但是也有例外：1992年，加拿大女王伊丽莎白二世授予原加拿大联邦国会议员（曾任农业部长）阿尔文·汉密尔顿（Francis Alvin George Hamilton, 1912年3月30日—2004年6月29日）這一稱號，以表彰他为加拿大所作出的无与伦比的服务。